# 双河镇 (巴彦淖尔市)
双河镇，是中华人民共和国内蒙古自治区巴彦淖尔市临河区下辖的一个乡镇级行政单位。

## 行政区划
双河镇下辖以下地区：
永丰村、临铁村、团结村、马场地村、丰河村、进步村、富河村、李玉村、黄河村、民族村、新河村、新荣村、新丰村、奋斗村、跃进村和新红村。